# Journal of the European Economic Association
«Журнал Европейской экономической ассоциации» (англ. Journal of the European Economic Association, JEEA) — специализированный экономический научный журнал Европейской экономической ассоциации (англ. European Economic Association, EEA), основанный в 2003 году. Первоначально издавался от имени ассоциации издательством MIT Press, с 2011 года издаётся Wiley-Blackwell. Периодичность выхода: 6 номеров в год.
JEEA публикует работы учёных всех областей экономики, в том числе по прикладной эконометрики, поведенческой экономике, экономическому росту и развитию, экономической теории, экспериментальной экономике, финансовой экономике, макроэкономике, теории организации и политической экономии. Журнал печатает статьи только членов Европейской экономической ассоциации.

## История журнала
В 1985 году Совет Европейской экономической ассоциации рассмотрел вопрос об издании собственного журнала. Было принято решение наладить сотрудничество с уже существующим изданием. В результате начиная с 1986 года официальным журналом ЕЕА стало «Европейское экономическое обозрение» (англ. The European Economic Review, EER), издаваемое компанией Elsevier с 1969 года. Сотрудничество с ЕЕА позволило журналу увеличить тираж за счёт автоматического распространения среди членов ассоциации, привлечь высококачественных редакторов, а также гарантировало получение высококачественных работ от годового конгресса ЕЕА и Международного семинара по макроэкономике. Благодаря этому EER вошёл в топ-двадцать экономических журналов мира. В то же время многие члены ЕЕА считали аномальной ситуацию когда такая крупная и авторитетная организация не имеет своего собственного журнала. Вызывала недовольство и ценовая политика издательства Elsevier.
В итоге 2002 году договор с Elsevier был расторгнут и EER перестал быть официальным журналом ЕЕА с 1 января 2003 года. В том же году начал выходить Journal of the European Economic Association (JEEA). Издавало журнал от имени EEA известное издательство MIT Press.
С 2011 года JEEA публикуется издательством Wiley-Blackwell.

## Редакция
Редакция журнала располагается в Университете Цюриха в Швейцарии.
В 2009 году новым главным редактором журнала стал Фабрицио Цилиботти из Университета Цюриха, признанный в том же году лучшим молодым европейским экономистом. Редактором стал Стефано ДеллаВинья из Калифорнийского университета в Беркли. Также редакторами журнала являются Дирк Бергеман (Йельский университет), Джордж-Мариос Анджелетос (Массачусетский технологический институт) и Фабио Канова (Pompeu Fabra University).